# VW Pointer

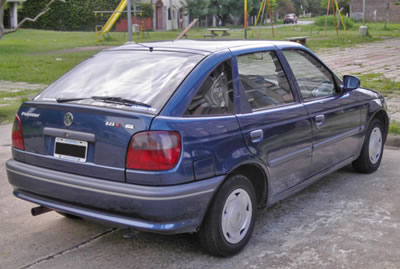
Heckansicht

Der Name VW Pointer bezeichnete einen in Argentinien und Brasilien von 1994 bis 1996 in Zusammenarbeit von VW und Ford entstandenen Pkw der Kompaktklasse. Der Pointer wurde nur fünftürig angeboten. Die zweitürige Stufenheckvariante hieß VW Logus.
Später wurde der VW Gol in Mexiko (bis 2008), Russland, der Ukraine und Ägypten unter der Bezeichnung VW Pointer verkauft.

## VW Pointer (1994–1996)
VW und Ford entwickelten im Rahmen des Gemeinschaftsunternehmens Autolatina verschiedene Fahrzeuge. Für die Entwicklung der kleineren Modelle war Ford zuständig. Der VW Pointer basiert auf dem Ford Escort, der äußerlich stark abgewandelt wurde, so dass lediglich die Silhouette sowie Details wie Türgriffe und Türausschnitte den Escort erahnen lassen. Im Innenraum wurde ein eigenständiges Cockpit im damals üblichen VW-Stil verwendet. Der Pointer hat Frontantrieb, 5 Sitzplätze, Vierzylindermotoren mit 2-Ventil-Technik und Hubräumen von 1,8 l (Argentinien und Brasilien) und 2,0 l (nur Brasilien), sowie ein 5-Gang-Schaltgetriebe. Der Kraftstofftank fasst 64 Liter, das Fahrzeug erreicht je nach Motorvariante eine Höchstgeschwindigkeit von bis zu 188 km/h. Ein Antiblockiersystem war nicht lieferbar.
Nach Europa, mit Ausnahme Russlands, wurde der Pointer nie exportiert.
Nach dem Ende von Autolatina wurde die Produktion des Pointers eingestellt, die Lücke füllen nun die Modelle Polo, Gol und Golf aus.